# Südostasienspiele 1979/Badminton
Titelträger im Badminton wurden bei den Südostasienspielen 1979 in Jakarta in fünf Einzel- und zwei Mannschaftsdisziplinen ermittelt. Die Spiele fanden vom 21. bis zum 30. September 1979 statt.

## Medaillengewinner
| Disziplin    | Gold                                                                                                   | Silber | Bronze |
| ------------ | --- | --- | --- |
| Herreneinzel | Hastomo Arbi                                                                                           | Udom Luangpetcharaporn | Lee Ah Ngo |
| Herreneinzel | Hastomo Arbi                                                                                           | Udom Luangpetcharaporn | Wong Shoon Keat |
| Dameneinzel  | Ivanna Lie                                                                                             | Verawaty Wiharjo | Sirisriro Patama |
| Dameneinzel  | Ivanna Lie                                                                                             | Verawaty Wiharjo | Thida Aye Nyo |
| Herrendoppel | Bandid Jaiyen Preecha Sopajaree                                                                        | Ade Chandra Christian Hadinata                                                                                                 | Sarit Pisudchaikul Sawei Chanseorasmee                                                                                         |
| Herrendoppel | Bandid Jaiyen Preecha Sopajaree                                                                        | Ade Chandra Christian Hadinata                                                                                                 | Misbun Sidek Ong Teong Boon |
| Damendoppel  | Verawaty Wiharjo Imelda Wiguna                                                                         | Theresia Widiastuti Ruth Damayanti                                                                                             | Suleeporn Jittariyakul Sirisriro Patama                                                                                        |
| Damendoppel  | Verawaty Wiharjo Imelda Wiguna                                                                         | Theresia Widiastuti Ruth Damayanti                                                                                             | Thida Aye Nyo Mya Lay Sein |
| Mixed        | Christian Hadinata Imelda Wiguna                                                                       | Hariamanto Kartono Tjan So Gwan                                                                                                | Lee Ah Ngo Juliana Lee Lay Eng                                                                                                 |
| Mixed        | Christian Hadinata Imelda Wiguna                                                                       | Hariamanto Kartono Tjan So Gwan                                                                                                | Preecha Sopajaree Jutatip Banjongsilp                                                                                          |
| Herrenteam   | Indonesien Liem Swie King Hastomo Arbi Christian Hadinata Ade Chandra Rudy Heryanto Hariamanto Kartono | Malaysia Saw Swee Leong James Selvaraj Misbun Sidek Ong Teong Boon Ho Khim Soon Kwek Chiew Peng                                | Thailand Bandid Jaiyen Udom Luangpetcharaporn Surapong Suharitdamrong Preecha Sopajaree Sawei Chanseorasmee Sarit Pisudchaikul |
| Damenteam    | Indonesien Verawaty Wiharjo Ivanna Lie Tjan So Gwan Imelda Wiguna Theresia Widiastuti Ruth Damayanti   | Thailand Kanitta Mansamuth Suleeporn Jittariyakul Thongkam Kingmanee Sirisriro Patama Phanwad Jinasuyanont Jutatip Banjongsilp | Malaysia Katherine Swee Phek Teh Khaw Mooi Eng Clare Choo Leong Chai Lean Juliet Poon Josephine Chia                           |
| Damenteam    | Indonesien Verawaty Wiharjo Ivanna Lie Tjan So Gwan Imelda Wiguna Theresia Widiastuti Ruth Damayanti   | Thailand Kanitta Mansamuth Suleeporn Jittariyakul Thongkam Kingmanee Sirisriro Patama Phanwad Jinasuyanont Jutatip Banjongsilp | Birma Thida Aye Nyo Mya Lay Sein Khin Khin Aye Kyaw Kyaw                                                                       |

## Halbfinalresultate
| Disziplin    | Sieger                             | Finalist                                | Ergebnis    |
| ------------ | ---------------------------------- | --------------------------------------- | ----------- |
| Herreneinzel | Udom Luangpetcharaporn             | Lee Ah Ngo                              | 18–13, 15–7 |
| Herreneinzel | Hastomo Arbi                       | Wong Shoon Keat                         | 15–10, 15–7 |
| Dameneinzel  | Verawaty Wiharjo                   | Thida Aye Nyo                           | 11–1, 11–0  |
| Dameneinzel  | Ivanna Lie                         | Sirisriro Patama                        | 11–4, 11–9  |
| Herrendoppel | Bandid Jaiyen Preecha Sopajaree    | Misbun Sidek Ong Teong Boon             |             |
| Herrendoppel | Ade Chandra Christian Hadinata     | Sarit Pisudchaikul Sawei Chanseorasmee  |             |
| Damendoppel  | Ruth Damayanti Theresia Widiastuti | Suleeporn Jittariyakul Sirisriro Patama | 18–15, 15–7 |
| Damendoppel  | Verawaty Wiharjo Imelda Wiguna     | Thida Aye Nyo Mya Lay Sein              | 15–3, 15–8  |
| Mixed        | Christian Hadinata Imelda Wiguna   | Lee Ah Ngo Juliana Lee Lay Eng          | 15–4, 15–6  |
| Mixed        | Hariamanto Kartono Tjan So Gwan    | Jutatip Banjongsilp Preecha Sopajaree   |             |

## Finalresultate
| Disziplin    | Sieger                           | Finalist                           | Ergebnis         |
| ------------ | -------------------------------- | ---------------------------------- | ---------------- |
| Herreneinzel | Hastomo Arbi                     | Udom Luangpetcharaporn             | 15–11, 15–4      |
| Dameneinzel  | Ivanna Lie                       | Verawaty Wiharjo                   | 11–8, 8–11, 12–9 |
| Herrendoppel | Bandid Jaiyen Preecha Sopajaree  | Ade Chandra Christian Hadinata     | 15–9, 15–5       |
| Damendoppel  | Imelda Wiguna Verawaty Wiharjo   | Ruth Damayanti Theresia Widiastuti | 15–4, 15–2       |
| Mixed        | Christian Hadinata Imelda Wiguna | Kartono Tjan So Gwan               | 18–16, 15–2      |

## Medaillenspiegel
| Platz | Land       | Gold | Silber | Bronze | Gesamt |
| ----- | ---------- | ---- | ------ | ------ | ------ |
| 1     | Indonesien | 6    | 4      | -      | 10     |
| 2     | Thailand   | 1    | 2      | 5      | 8      |
| 3     | Malaysia   | -    | 1      | 2      | 3      |
| 4     | Singapur   | -    | -      | 3      | 3      |
|       | Myanmar    | -    | -      | 3      | 3      |